# Kalinowa (powiat zduńskowolski)
Kalinowa – wieś w Polsce położona w województwie łódzkim, w powiecie zduńskowolskim, w gminie Zapolice. W latach 1975–1998 miejscowość należała administracyjnie do województwa sieradzkiego. 
Był to ośrodek sporego, wielowioskowego klucza majątkowego Walewskich h. Colonna. Zachował się, noszący ślady licznych przebudów pierwotnie klasycystyczny dwór murowany z 1820 r., dwutraktowy, z umieszczonym na osi i wspartym na kolumnach portykiem, nakrytym naczułkowym dachem. Ten dwór poprzedzał starszy dwór, wzniesiony w 2 poł. XVIII w., staraniem kasztelana łęczyckiego Józefa Walewskiego, prawdopodobnie w technice szachulcowej. Określany był jako "pałacyk drewniany". W tym zespole znajdowała się również wtedy "kaplica murowana ze sklepami i schowaniem". W 1902 r., gdy majątek należał do Kobierzyckich, odkryto tu cmentarzysko kultury łużyckiej z epoki brązu.

## Zabytki
Według rejestru zabytków Narodowego Instytutu Dziedzictwa na listę zabytków wpisany jest obiekt:
- dwór, pocz. XIX, nr rej.: 434 z 24.07.1967 i z 9.01.1996